# ماه عسل در هاردانگر
ماه عسل در هاردانگر (به انگلیسی: Bridal Procession on the Hardangerfjord)این تابلو نقاشی روغنی از سال ۱۸۴۸ اثر هانس گوده و آدولف تیده‌مان است. گوده، که تنها ۲۳ سال داشت، مناظر طبیعی را نقاشی کرد و تیده‌مان که یک دهه از او بزرگ‌تر بود، گروه عروسی را به تصویر کشید. هر یک از این هنرمندان نروژی در مدرسه هنر دوسلدورف تحصیل کرده بودند، پیش از آنکه برای اولین بار در سال ۱۸۴۳ در هاردانگر ملاقات کنند، و این نقاشی در زمستان ۱۸۴۷–۱۸۴۸ در دوسلدورف خلق شد. ابعاد آن ۹۳ سانتی‌متر در ۱۳۰ سانتی‌متر (۳۷ اینچ در ۵۱ اینچ) است و از سال ۱۸۹۵ در گالری ملی نروژ در اسلو نگهداری می‌شود. این اثر یکی از شناخته‌شده‌ترین نقاشی‌های نروژی است و به‌عنوان نمونه‌ای عالی از ملی‌گرایی رمانتیک در نروژ شناخته می‌شود، که در آن منظره‌ای رمانتیزه‌ شده با سنت‌های زندگی نروژی ترکیب شده است.
نسخه اصلی سال ۱۸۴۸ در سال ۱۸۹۵ توسط گالری ملی نروژ در اسلو خریداری شد. نسخه دوم سال ۱۸۴۸ شامل اله بول به عنوان نوازنده ویولن است: او در تئاتر کریستیانیا اجرا کرده بود. سه نسخه در سال ۱۸۵۳ نقاشی شدند که یکی از آن‌ها در سال ۲۰۰۲ در حراجی گرِو وِدِلز پلاس به قیمت ۵٫۱ میلیون کرون نروژ فروخته شد. شباهت‌هایی بین این نقاشی‌های گوده و تیده‌مان و نسخه اول «عبور ژنرال واشینگتن از رود دلاویر» که توسط امانوئل لوتز بین سال‌های ۱۸۴۸ تا ۱۸۵۰ خلق شده بود، مشاهده شده است. نسخه اول نقاشی لوتز در طول جنگ جهانی دوم در آلمان نابود شد، اما دو نسخه بعدی در آمریکا باقی مانده‌اند.